# Susan Featherly
Susan Marie Featherly (ur. 5 lutego 1963 w Syracuse) – amerykańska aktorka filmowa i telewizyjna. W 2003 według portalu BashfulMonkey jest jedną z najbardziej (jeśli nie najbardziej) naturalną pięknością wśród aktorek miękkiego porno, a w 2016 w opublikowanym przez kanadyjski portal WatchMojo rankingu dziesięciu najlepszych aktorek gatunku softcore w historii kinematografii zajęła siódme miejsce.

## Życiorys

### Wczesne lata
Urodziła się w Syracuse, w stanie Nowy Jork jako córka Suzanne i Roberta „Boba” Featherly, weterana wojny koreańskiej. Wychowywała się z dwoma starszymi braćmi - Robertem i Williamem oraz młodszą siostrą Crystal. W wieku dziewięciu lat pomagała rodzicom przy pracy w rodzinnej firmie holowniczej. Ukończyła Central High School East Syracuse-Minoa w East Syracuse. Mając 18 lat została właścicielką Central New York Academy of Dance Arts, gdzie przez 14 lat (w latach 1980–1995) prowadziła działalność. Przygotowywała swoich uczniów do udziału w turniejach regionalnych, stanowych i krajowych. W 1995 sprzedała szkołę tańca swojej siostrze oraz bratu i jego żonie Nancy.  

### Kariera
W 1996 rozpoczęła karierę jako aktorka i modelka. Grywała przede wszystkim w filmach i serialach pornograficznych z gatunku softcore, emitowanych w nocnych pasmach telewizji kablowej, na takich kanałach jak Cinemax czy Showtime oraz grała w filmach klasy B. Występowała również pod pseudonimami jako Jen Dike, Michelle Turner czy Marie West.
W 2004 wraz z mężem Peterem podjęła pracę jako agentka nieruchomości i brokerka w Burbank w Los Angeles.

## Wybrana filmografia
- 1999: Dungeon of Desire jako Carri
- 1999: Przebudzenie Gabrieli (The Awakening of Gabriella;) jako Gabriella
- 2000: Diary of Lust jako Niki
- 2000: Lady Chatterley's Stories (serial telewizyjny) jako Elise / Sharon
- 2001: Zbrodnia namiętności (Passion Crimes) jako Heather
- 2001: Virtual Girl 2: Virtual Vegas jako Sharon
- 2001: Animal Attraction III jako Catherine
- 2002: Ted Bundy (Bezlitosny morderca) jako ofiara Bundy’ego